# 弗里克苏姆
弗里克苏姆（德語：Wrixum）是德国石勒苏益格－荷尔斯泰因州的一个市镇。总面积7.55平方公里，总人口687人，其中男性338人，女性349人（2011年12月31日），人口密度91人/平方公里。